# Celso Borges
Celso Borges Mora (Tibás, San José, 27 de mayo de 1988) es un futbolista costarricense que juega como centrocampista en la Liga Deportiva Alajuelense de la Primera División de Costa Rica. Es el jugador con más participaciones con la selección nacional, contribuyó con una marca histórica de 163 partidos en juegos FIFA y juegos no oficiales.

## Trayectoria

### Deportivo Saprissa
Celso Borges hizo su debut en la Primera División el 15 de enero de 2006, en el inicio del Torneo de Clausura contra Ramonense. Su equipo fue dirigido en esa oportunidad por el asistente técnico Óscar Ramírez ante la ausencia del entrenador Hernán Medford, mientras que Borges ingresó de cambio al minuto 89' por Rónald Gómez y el partido terminó en victoria de visita por 0-1. Su última participación en el campeonato se dio el 19 de febrero, tras sustituir a Christian Bolaños al minuto 77' del triunfo 2-0 sobre el Brujas. El 22 de abril consigue su primer título como saprissista, luego de vencer en la final a Alajuelense.
Comenzó su segunda temporada hasta el 27 de agosto de 2006, con la derrota de su club como local 0-4 frente a Carmelita donde entró de relevo por José Luis López al minuto 60'. Debuta en competición internacional el 29 de agosto, por la Copa Interclubes UNCAF contra el Real Estelí de Nicaragua, completando la totalidad de los minutos en el triunfo ajustado 1-0. El 3 de septiembre se estrenó por primera vez en la titularidad por certamen local y además marcó su primer gol en la máxima categoría ante el Puntarenas, anotándole al minuto 65' para la victoria de goleada por 5-2. El 23 de diciembre se proclama campeón del Torneo de Apertura tras derrotar a Alajuelense en ambas finales, ya con Jeaustin Campos dirigiendo al cuadro morado. Borges obtuvo una regularidad de dieciocho partidos jugados en los que consiguió un tanto y una asistencia.
Debutó como titular en el Torneo de Clausura 2007 el 20 de enero, con el empate 1-1 de visita contra el Pérez Zeledón. Anotó por primera vez en el clásico ante Alajuelense el 17 de marzo para sentenciar la victoria de 3-0 al minuto 77'. El 13 de mayo vuelve a conseguir el título de liga tras vencer al conjunto liguista de nuevo en la final. Celso alcanzó diecisiete participaciones y un gol para esta parte de la temporada.
Disputó su primer partido de la temporada el 8 de agosto de 2007, por la ida de octavos de final de la Copa Interclubes UNCAF contra el Once Municipal de El Salvador. Borges ingresó de cambio al comienzo del segundo tiempo por Michael Barrantes y aportó el gol que concluyó la victoria de 5-2. Tuvo su debut en el Campeonato de Invierno el 11 de agosto como titular los 90 minutos del triunfo 2-0 de local sobre el Herediano. El 5 de diciembre pierde la final del torneo regional ante el Motagua de Honduras. El 19 de diciembre consiguió su primer tanto del certamen nacional por la final de ida frente al Herediano. Cuatro días después, tras el empate 2-2 en la vuelta, su equipo se proclama campeón en el resultado global y se hizo con el título «26» en la historia. Celso tuvo catorce juegos de participación en los que colaboró con un gol.
Empezó con empate sin anotaciones el 20 de enero de 2008 la primera fecha del Campeonato de Verano, donde alcanzó la totalidad de los minutos frente a San Carlos. Debutó en la Copa de Campeones de la Concacaf el 13 de marzo, en la derrota 2-1 ante el Atlante de México por la ida de los cuartos de final. Marcó un gol en competencia internacional el 9 de abril sobre el Houston Dynamo de Estados Unidos en el triunfo 3-0 para avanzar a la última instancia. El 30 de abril se quedó con el segundo lugar del torneo de Concacaf tras perder la final contra el Pachuca mexicano. El 1 de junio conquista el título nacional venciendo a Alajuelense. Celso sumó dieciocho apariciones en liga y contribuyó con dos asistencias.
Continuando con su buen momento, hizo su estreno en el Campeonato de Invierno 2008 el 27 de julio, mostrándose como uno de los puntos altos de la victoria 3-0 sobre Puntarenas. Convirtió su primer gol el 10 de agosto, de cabeza al minuto 15' contra Ramonense para el triunfo de goleada por 5-0. Debutó en la Liga de Campeones de la Concacaf el 16 de septiembre, en el partido que su equipo venció al D. C. United de Estados Unidos de visita por 0-2. Marcó su primer tanto de la competencia del área el 30 de septiembre sobre el Marathón de Honduras. El 5 de noviembre su equipo quedó fuera de la fase eliminatoria del certamen de Concacaf. El 20 de diciembre, Celso se proclama nuevamente campeón nacional con los morados, luego de remontar la serie y derrotar a Alajuelense en la final. Borges participó en dieciocho compromisos, aportó cinco tantos y puso seis asistencias. Además, recibió la distinción de mejor jugador del torneo.
Celso inició con su equipo el Campeonato de Verano el 18 de enero de 2009, con la pérdida 2-0 frente a Puntarenas. Ese mismo día se confirmó que el jugador firmó por tres temporadas y media en el Fredrikstad de Noruega. Disputó diez partidos en el torneo y marcó dos goles en triunfos sobre la Universidad de Costa Rica (2-1) y Alajuelense (1-2). Enfrentó su último partido vistiendo la camiseta morada el 14 de marzo, con el empate 1-1 de local ante Carmelita. Aunque tenía contrato hasta julio de ese año, el cuadro saprissista le dio autorización para que se uniera a su nuevo club de manera anticipada.

### Fredrikstad F. K.
El 6 de abril de 2009, Borges fue presentado oficialmente en el Fredrikstad con la dorsal «22». Debutó como legionario en la Tippeligaen el 20 de abril, en la visita al Viking Stavanger. Celso completó la totalidad de los minutos y puso una asistencia a su compañero Raymond Kvisvik para el gol de la victoria 1-2 poco antes de finalizar el partido. El 7 de mayo convirtió de cabeza su primer gol sobre el Tromsø para el triunfo de 3-0. El 30 de julio disputó la ida de la tercera ronda para la Liga Europa de la UEFA contra el Lech Poznań de Polonia. Celso hizo el único tanto de su conjunto en la derrota por goleada de 1-6. El 6 de noviembre su equipo perdió la serie de permanencia contra el Sarpsborg y descendió a la segunda categoría. En la liga alcanzó veintitrés apariciones, contribuyó con siete goles y puso dos asistencias.
Borges continuó en el club a pesar del descenso. Se estrenó en la Primera División el 5 de abril con un gol y una asistencia en la victoria 3-0 sobre el Alta. En la temporada regular obtuvo una constancia de veinticinco partidos, marcó catorce anotaciones incluyendo tres dobletes y puso seis pases a gol. Su equipo alcanzó el tercer lugar de la tabla y por lo tanto debió disputar una serie por el ascenso. El 12 de noviembre convirtió uno de los tantos del triunfo 2-0 ante el Løv-Ham por la primera ronda. El 21 de noviembre volvió a ser autor en uno de los goles frente al Hønefoss, esto en el duelo de ida que terminó en victoria 1-4. El 25 de noviembre, por la vuelta, Celso se destapó con el primer triplete de su carrera y de esta manera se aseguró la promoción de su grupo a la Tippeligaen.
El 21 de marzo de 2011 fue su regreso a la Tippeligaen y concretó el gol transitorio del empate 1-1 sobre el Aalesunds. Su equipo logró la victoria de visitante por 1-2. El 18 de julio materializó un triplete ante el Brann para el triunfo de 4-2. El 22 de noviembre ratificó que se marcharía del club una vez finalizada la temporada. Concluyó la liga con veinticinco presencias en las que consiguió ocho goles.

### AIK Fotboll

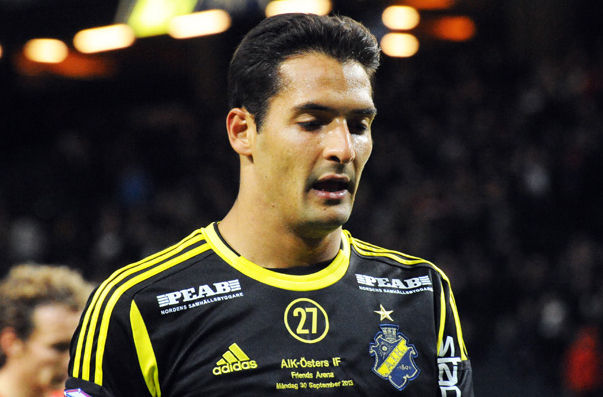
Celso en 2013.

El 1 de enero de 2012, Celso fue confirmado como nuevo jugador del AIK Fotboll de Suecia, firmando por un periodo de tres años. Debutó en la Allsvenskan el 1 de abril con la dorsal «10» en el empate sin goles frente al Mjällby. En la segunda fecha del 9 de abril, Borges marcó la anotación del triunfo 1-2 en el último minuto sobre el Kalmar. El 8 de julio, con su doblete anotado ante el Häcken, el centrocampista se colocó como el máximo anotador de su equipo en lo que llevaba de la liga. El 19 de julio debuta en competición internacional de la segunda ronda previa a la Liga Europa de la UEFA, como titular en la totalidad de los minutos del empate 1-1 contra el Hafnarfjörður de Islandia. El 2 de agosto convirtió un gol en la ida de la tercera ronda sobre el Lech Poznań de Polonia. El 30 de agosto su club se aseguró el pase a la ronda de grupos del certamen europeo tras vencer en la última etapa previa al CSKA Moscú. Celso jugó los seis partidos del torneo continental pero su conjunto no logró avanzar a la siguiente ronda. Finalizó la temporada de liga nacional con veintinueve apariciones, hizo ocho goles y puso tres asistencias.
Enfrentó su primer partido de la Allsvenskan 2013 a partir del 7 de abril, juego que culminó igualado sin anotaciones contra el Syrianska. Marcó en la campaña el 22 de abril sobre el Gefle. En esta temporada obtuvo veinticuatro compromisos disputados, convirtió ocho tantos y alcanzó dos asistencias.
Su última temporada como futbolista del AIK se dio en la Allsvenskan 2014, de la cual fue partícipe en veintiséis juegos, con seis goles y ocho asistencias. El 14 de noviembre confirmó su salida del equipo.

### Deportivo de La Coruña
El 14 de enero de 2015, se hizo oficial la incorporación de Celso al Deportivo de La Coruña de España, convirtiéndose en el octavo costarricense que llega un club de ese país. Firmó en condición de préstamo por el resto de la temporada, con la alternativa de compra y una extensión del ligamen por dos años más. Debutó en la Primera División el 30 de enero en la visita al Estadio de Vallecas frente al Rayo Vallecano. Borges alineó como titular con la dorsal «22», completó la totalidad de los minutos y marcó un doblete que le permitió a su equipo ganar por 1-2. El 2 de mayo anotó un gol en el empate 1-1 contra el Villarreal. El 23 de mayo su equipo salvó la categoría tras empatar 2-2 ante el Barcelona. Finalizó la liga con diecisiete participaciones y consiguió tres tantos.
Arrancó su segunda temporada el 22 de agosto de 2015, con un empate sin goles frente a la Real Sociedad. Anotó por primera vez en la campaña el 14 de septiembre, de cabeza al minuto 7' sobre el Rayo Vallecano. Desde noviembre hasta febrero, el centrocampista fue dado de baja por una fractura del quinto metatarsiano. Recibió el alta médica y regresó a la acción el 20 de febrero, participando 77 minutos de la derrota de su equipo por 1-0 contra el Español. El 6 de abril renovó con el equipo hasta 2019. Concluyó la liga con veinticuatro presencias donde anotó tres tantos y sirvió tres asistencias. 
Inició la tercera temporada el 19 de agosto de 2016, jugando los últimos ocho minutos de la victoria 2-1 sobre el Eibar. Anotó su primer gol del torneo el 22 de septiembre, en el partido que perdió su conjunto ante el Leganés. Convirtió un total de seis goles en 34 compromisos.
Jugó el primer duelo de la liga el 20 de agosto de 2017 y estuvo por 65 minutos en la derrota 0-3 ante el Real Madrid. Se estrenó como capitán a partir del 16 de septiembre, en el juego que enfrentó al Real Betis. Convirtió su primer tanto el 24 de septiembre sobre el Español. El 30 de octubre hizo un doblete para la victoria de su club por 1-3 ante Las Palmas. El 9 de marzo de 2018 llegó a su partido cien en la liga. El 29 de abril, tras la caída de su conjunto por 2-4 contra el Barcelona, se confirmó oficialmente el descenso de categoría. Completó su última temporada con 32 apariciones, aportó tres goles y puso tres asistencias.

### Göztepe S. K.
El 16 de agosto de 2018, el Göztepe de Turquía pagó una cifra cercana a los 1,5 millones de euros para hacerse con los servicios del jugador por tres temporadas. Su debut en la Superliga se dio tan solo tres días después con la derrota 1-0 ante el Galatasaray. Convirtió su primer tanto de la campaña el 10 de febrero de 2019 sobre el Alanyaspor. Su equipo pudo eludir el descenso hasta en la última fecha del 26 de mayo, tras el triunfo 2-1 contra el Ankaragücü.
Participó en su primer partido de la Superliga 2019-20 el 23 agosto, como titular por 75 minutos en la caída del Göztepe por 3-0 contra el Beşiktaş. El 26 de enero de 2020 marcó el gol triunfo 2-1 sobre el Beşiktaş. En esta temporada debió variar su posición para colocarse como defensor central. El 18 de agosto decidió anticipar el finiquito de su contrato al cual le restaba una temporada, sin especificar el detalle de su salida calificándolo de «causa justa».

### Deportivo de La Coruña
El 6 de septiembre de 2020, se hace oficial el regreso de Borges al Deportivo de La Coruña. Debutó en la Segunda División B el 18 de octubre, con la victoria 2-1 sobre el Salamanca. El 18 de abril de 2021 convirtió su primer gol de la temporada ante el Numancia. Concluyó el torneo con veinte apariciones en liga con dos tantos realizados. Su equipo, a pesar de quedarse sin opciones para ascender, logró mantener la categoría.
El 19 de agosto de 2021, Borges fue incluido en el expediente de regulación de empleo debido a problemas financieros del club, motivo por el cual el equipo podría despedirle. El 21 de septiembre se formalizó su finiquito contractual.

### L. D. Alajuelense
El 21 de septiembre de 2021, Borges es oficializado como nuevo jugador de Alajuelense llegando como libre.

## Selección nacional

### Categorías inferiores
El 5 de abril de 2005, Celso Borges fue convocado a la Selección Sub-17 de Costa Rica dirigida por Geovanny Alfaro, para enfrentar el Torneo de la Concacaf de la categoría. El 12 de abril fue la primera fecha de la competición en el Estadio Rosabal Cordero, ante el combinado de Cuba. Borges completó la totalidad de los minutos y el marcador terminó en victoria 3-0. Dos días después, fungió como estelar en el triunfo 2-1 sobre El Salvador. El 16 de abril vio acción en la derrota por 2-1 contra Estados Unidos, resultado que dejó a su conjunto de segundo lugar en la tabla. El 9 de junio marcó un gol en la ida de repesca frente Honduras. El 3 de julio consiguió la clasificación a la Copa Mundial luego de vencer en tiempos extras a los hondureños.
El 5 de septiembre de 2005, el entrenador Geovanny Alfaro entregó la lista definitiva de veinte jugadores que disputarían el Mundial Sub-17 en Perú, en la que apareció Borges. El 16 de septiembre enfrentó el primer compromiso ante China en el Estadio Mansiche, siendo titular los 90 minutos en el empate 1-1. Tres días después, en el mismo escenario deportivo, completó la totalidad de los minutos y nuevamente se presentó la igualdad, esta vez contra Ghana donde Celso convirtió el gol. El 22 de septiembre participó en la victoria 2-0 sobre el anfitrión Perú y de esta manera su equipo se clasificó líder del grupo A con cinco puntos. El 25 de septiembre se dio la eliminación de su conjunto en cuartos de final tras la pérdida 1-3, en tiempos suplementarios, ante México. El jugador vio acción en los cuatro partidos para un total de 360 minutos disputados.
El 6 de agosto de 2006, Borges fue incluido en la lista de la Selección Sub-20 de Costa Rica de Geovanny Alfaro para desarrollar la etapa eliminatoria al Torneo de la Concacaf. Su debut se produjo el 11 de agosto en el Estadio Carlos Miranda contra el combinado de Nicaragua. Celso fue titular en todo el partido y colaboró con un gol al minuto 18' para la victoria abultada de 1-7. Dos días después, completó la totalidad de los minutos frente a Honduras mientras que el resultado acabó empatado a dos tantos. Su país se clasificó al certamen de la confederación como líder de su grupo.
El 1 de febrero de 2007, el técnico Alfaro convocó a Borges para actuar en el Torneo Sub-20 de la Concacaf, en busca de un boleto mundialista. El 21 de febrero de 2007 debuta en la primera fecha de la competencia, al ser titular los 90 minutos en la victoria por 0-2 sobre Jamaica en el Estadio Banorte, y contribuyó con un gol de penal. Dos días después, fue estelar en el triunfo 3-2 contra San Cristóbal y Nieves, y el 25 de febrero alcanzó la totalidad de los minutos para el empate 1-1 ante México. La escuadra costarricense consiguió el boleto a la Copa Mundial de la categoría.
Celso Borges entró en la convocatoria de Alfaro para efectuar la Copa Mundial Sub-20 de 2007 en Canadá. El 1 de julio fue titular en la derrota 1-0 contra Nigeria. El 4 de julio nuevamente apareció como estelar, pero su escuadra perdió 1-0 esta vez frente a Japón. La participación de su escuadra concluyó en la última fecha del grupo el 7 de julio, la cual culminó en victoria 1-2 sobre Escocia.
El 12 de noviembre de 2007, el entrenador Hernán Medford de la Selección Sub-23 de Costa Rica, dio la lista de los futbolistas convocados para la disputa de la fase eliminatoria al Preolímpico de Concacaf que tendría lugar el año siguiente en la que Borges fue tomado en consideración. El volante contribuyó con dos goles de penal y dos asistencias en el primer duelo por el grupo B ante Nicaragua (victoria 9-1) y completó la totalidad de los minutos frente a Guatemala (derrota 2-1). El equipo costarricense obtuvo el segundo lugar de la tabla y por lo tanto en zona de repesca contra el segundo del grupo A. Celso apareció en la segunda nómina de Medford que se llevó a cabo el 23 de noviembre. De igual manera que en la etapa anterior, el jugador participó en los duelos de ida y vuelta contra Panamá dirigida por su padre Alexandre Guimarães. Pese a ganar el primer duelo del 30 de noviembre por 0-1 en el Estadio Rod Carew, su nación perdería el 6 de diciembre con el mismo marcador en condición de local, como consecuencia la serie se llevó a penales los cuales le dejaron sin cupo para la competición final. Celso erró uno de los lanzamientos.

#### Participaciones en inferiores
| Evento                            | Sede                | Resultado        | Posición | Partidos | Goles |
| --------------------------------- | ------------------- | ---------------- | -------- | -------- | ----- |
| Torneo Sub-17 de la Concacaf 2005 | Costa Rica · México | Clasificado      | 3.ª      | 5        | 1     |
| Copa Mundial Sub-17 de 2005       | Perú                | Cuartos de final | 6/16     | 4        | 1     |
| Torneo Sub-20 de la Concacaf 2007 | México              | Clasificado      | 2.ª      | 3        | 1     |
| Copa Mundial Sub-20 de 2007       | Canadá              | Fase de grupos   | 17/24    | 3        | 0     |

### Selección absoluta
Su debut con la Selección de Costa Rica se produjo el 21 de junio de 2008, en la vuelta de la segunda ronda de la eliminatoria mundialista de Concacaf, contra el combinado de Granada. Celso apareció como titular del estratega Hernán Medford, salió de cambio al minuto 47' por Randall Azofeifa y el marcador terminó en victoria por 3-0. Su país se clasificó a la siguiente etapa.
Con la llegada del director técnico Rodrigo Kenton al banquillo costarricense, Borges obtuvo regularidad durante la fase de grupos de la eliminatoria, en la que convirtió sus primeros goles sobre Surinam tanto de visita como local. El 6 de junio de 2009 hizo su primer doblete ante Trinidad y Tobago, ya por la etapa hexagonal.
El 18 de junio de 2009, recibió la convocatoria de Kenton para la realización de la Copa de Oro de la Concacaf, competencia en la que tuvo cinco participaciones y concretó dos tantos, uno de ellos de «chilena» sobre Guadalupe.
Tras no clasificar de manera directa al Mundial de Sudáfrica, su selección enfrentó una serie intercontinental de repesca. El 14 de noviembre de 2009 fue titular en el duelo de ida de local contra Uruguay, que terminó en derrota por 0-1. Cuatro días después, el empate 1-1 en la vuelta fue insuficiente para ir a la competencia.
El 7 de enero de 2011, con Ricardo La Volpe en el puesto de estratega, fue incluido en la nómina que afrontó la Copa Centroamericana. El 23 de enero se conformó con el subcampeonato tras caer en la final contra Honduras.
El 20 de mayo de 2011, La Volpe convocó a Borges para la realización de la Copa de Oro de la Concacaf, la cual tuvo lugar en Estados Unidos y llegando hasta la instancia de cuartos de final, perdiéndola en penales frente a Honduras.
Empezó la eliminatoria mundialista de Concacaf el 8 de junio de 2012, con el empate de local 2-2 contra El Salvador. Marcó su primer gol el 16 de octubre, en la última fecha que terminó en goleada 7-0 sobre Guyana.
El 7 de enero de 2013, Celso fue tomado en cuenta en la nómina de Jorge Luis Pinto para participar en la Copa Centroamericana. El 18 de enero fue titular en la totalidad de los minutos contra Belice (victoria 1-0), dos días después le anotó a Nicaragua (triunfo 2-0), y el 22 de enero entró de cambio por Rodney Wallace en el empate 1-1 ante Guatemala. El 25 de enero fue parte de la victoria 1-0 sobre El Salvador en semifinales y dos días después, en la final contra Honduras en el Estadio Nacional, Borges dio la asistencia al gol de Giancarlo González al minuto 38' que definió el triunfo 1-0 y el título para su selección.
El 19 de junio de 2013, Borges entró en la convocatoria de la selección para desarrollar la Copa de Oro de la Concacaf en Estados Unidos. Aunque ingresó de relevo el 9 de julio en la victoria 3-0 sobre Cuba, Celso alcanzó participación en la totalidad de los minutos en los otros duelos de la fase de grupos, en el triunfo 1-0 contra Belice y la derrota con el mismo marcador ante Estados Unidos. El 21 de julio, su país quedó eliminado en cuartos de final tras la pérdida 1-0 contra Honduras.
Jugó en la mayoría de los compromisos de la hexagonal, anotando dos goles. El 10 de septiembre de 2013 consiguió la clasificación al Mundial de Brasil a falta de dos fechas para la conclusión de la eliminatoria.

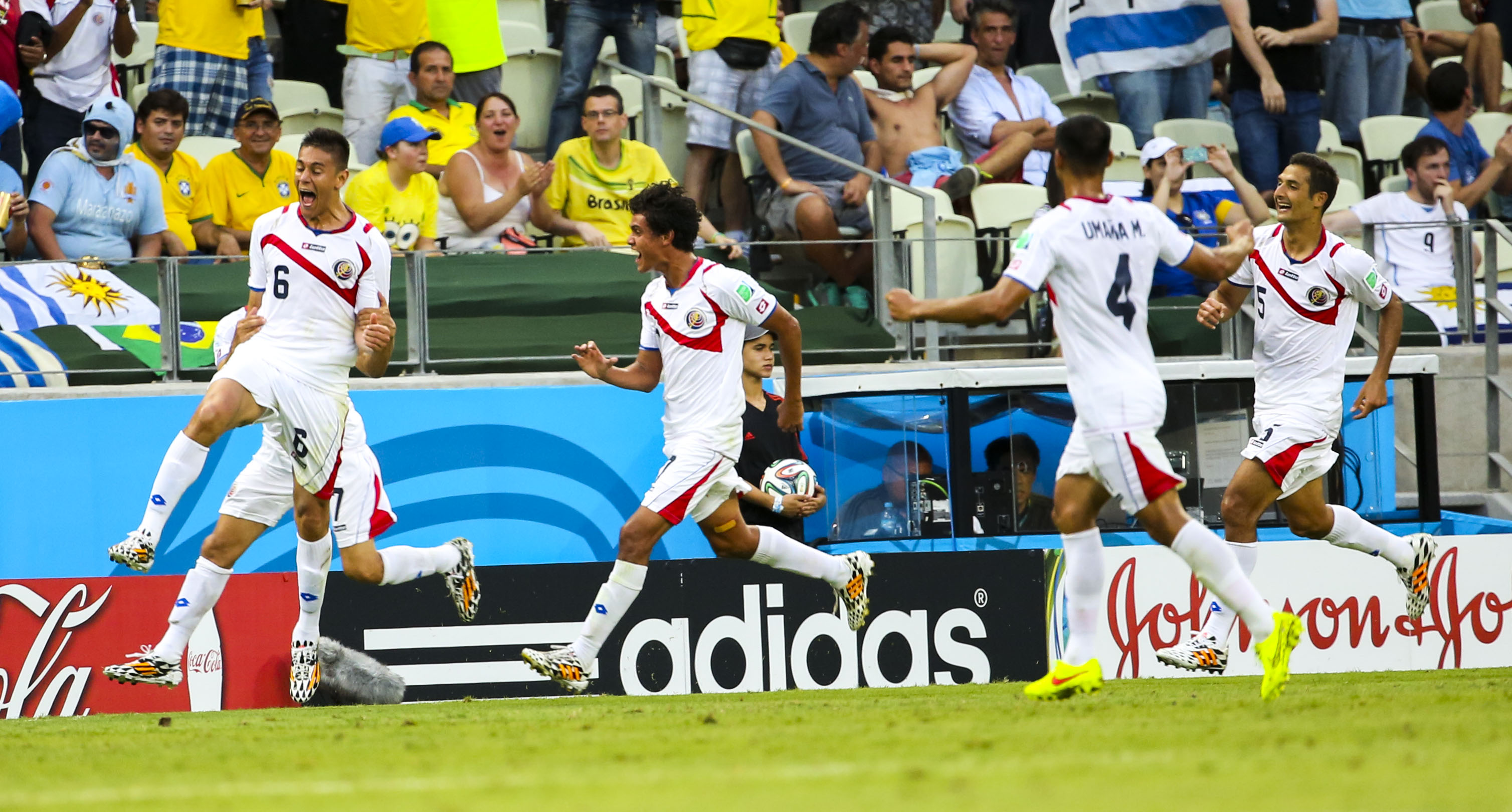
Borges celebrando el gol de Óscar Duarte en el Mundial 2014.

El 12 de mayo de 2014, el entrenador de la selección costarricense, Jorge Luis Pinto, incluyó a Borges en la convocatoria preliminar con miras a la Copa Mundial de Brasil. Finalmente, fue confirmado en la nómina definitiva de veintitrés jugadores el 30 de mayo. El 14 de junio fue la primera fecha del certamen máximo, en la que su grupo enfrentó a Uruguay en el Estadio Castelão de Fortaleza. Celso participó en la totalidad de los minutos y pese a tener el marcador en contra, su nación logró revertir la situación y ganó con cifras de 1-3. El 20 de junio, en la Arena Pernambuco contra Italia, el centrocampista repetiría su posición como titular en la victoria ajustada 0-1. Para el compromiso de cuatro días después ante Inglaterra en el Estadio Mineirão, el resultado se consumió empatado sin goles. El 29 de junio, por los octavos de final contra Grecia, la serie se llevó a los penales para decidir al clasificado y su conjunto triunfó mediante las cifras de 5-3, donde Borges contribuyó con un tiro exitoso. Su participación concluyó el 5 de julio, como titular los 120 minutos en la pérdida en penales contra Países Bajos, después de haber igualado 0-0 en el tiempo regular y que Celso fue uno de los tiradores.
El 25 de agosto de 2014, el director técnico Paulo Wanchope incluyó a Borges en su nómina para desarrollar la Copa Centroamericana en Estados Unidos. El mediocentro fue titular y anotó en los dos partidos del grupo contra Nicaragua y Panamá. Celso solamente fue habilitado para enfrentar dos partidos y debió regresar a su club.
El 23 de junio de 2015, el jugador entró en la lista final de Wanchope para enfrentar la Copa de Oro de la Concacaf. Participó en los tres encuentros de la fase de grupos que terminaron empatados contra Jamaica (2-2), El Salvador (1-1) y Canadá (0-0). El 19 de julio su conjunto termina eliminado por México en cuartos de final, mediante un penal controversial en el último minuto.
El 5 de noviembre de 2015, Borges fue seleccionado por Óscar Ramírez para iniciar la eliminatoria de Concacaf hacia la Copa del Mundo. El 13 de noviembre se dio el primer partido de la cuadrangular frente a Haití, en el Estadio Nacional. Celso se hizo con un puesto en la titular y su escuadra ganó el compromiso por 1-0. Se perdió la segunda fecha contra Panamá a causa de una fractura del quinto dedo del pie izquierdo. El 29 de marzo de 2016 marcó su primer gol en la competencia sobre Jamaica.
El 2 de mayo de 2016, el director técnico Ramírez anunció la lista preliminar de 40 jugadores que podrían ser considerados para jugar la Copa América Centenario donde se incluyó a Celso. El 16 de mayo terminó siendo ratificado en la nómina que viajó a Estados Unidos, país organizador del evento. El 4 de junio se llevó a cabo el primer juego del torneo contra Paraguay en el Estadio Citrus Bowl de Orlando. Borges completó la totalidad de los minutos en el empate sin goles. Tres días después, fue nuevamente titular en la derrota por 4-0 ante Estados Unidos. El 11 de junio participó del último juego del grupo que finalizó en victoria por 2-3 sobre Colombia en el Estadio NRG de Houston, anotando un gol. Con los resultados presentados, la escuadra costarricense se ubicó en el tercer puesto con cuatro puntos y por lo tanto eliminada de la competencia.
El 13 de junio de 2017, Celso llegó a cien juegos oficiales representando a Costa Rica. El 7 de octubre participó en el compromiso donde su selección selló la clasificación al Mundial de Rusia tras el empate 1-1 contra Honduras en el último minuto.

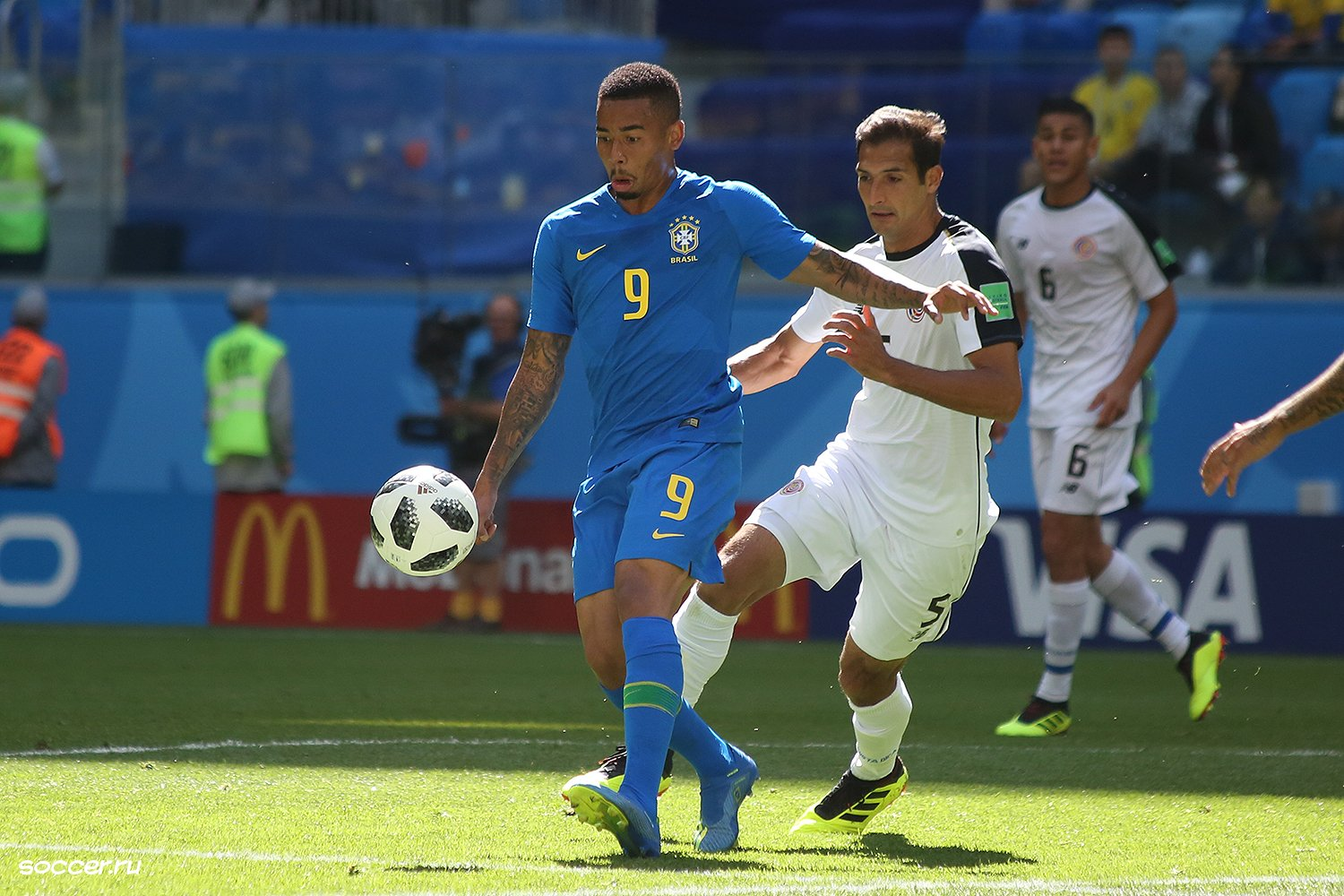
Borges marcando a Gabriel Jesus de Brasil en el Mundial 2018.

El 14 de mayo de 2018, se anunció en conferencia de prensa del entrenador Óscar Ramírez, el llamado de los veintitrés futbolistas que harían frente al Mundial de Rusia, lista en la cual Borges quedó dentro del selecto grupo. Celso debutó en la máxima competencia de selecciones el 17 de junio —siendo la segunda participación del jugador en este tipo de torneos— contra el equipo de Serbia en el Cosmos Arena de Samara. Se desempeñó como mediocampista con la dorsal «5» y el marcador se dio en derrota ajustada por 0-1. El 22 de junio completó la totalidad de los minutos en el duelo frente a Brasil, cotejo que finalizó con una nueva pérdida siendo con cifras de 2-0. Su país se quedaría sin posibilidades de avanzar a la siguiente ronda de manera prematura. El 27 de junio, ya en el partido de trámite enfrentando a Suiza en el Estadio de Nizhni Nóvgorod, el marcador reflejó la igualdad a dos anotaciones para despedirse del certamen.
El 5 de junio de 2019, se confirmó que Borges entró en la nómina oficial de Gustavo Matosas para disputar la Copa de Oro de la Concacaf. Fue titular en los tres partidos de la fase de grupos contra Nicaragua (victoria 4-0 del cual marcó un gol), Bermudas (triunfo 2-1) y Haití (derrota 2-1). Su país se quedó en el camino al perder en penales por México en cuartos de final, serie en la que Celso cobró uno de los tiros.
Con Ronald González de estratega, el centrocampista tuvo participación en los cuatro partidos de la fase de grupos de la Liga de Naciones de la Concacaf. El 3 de junio de 2021, para la etapa final, su selección empató el duelo de semifinal contra México (0-0) en el Empower Field en Denver, por lo que la serie se llevó a los penales donde su conjunto no pudo avanzar. Tres días después tampoco superó el compromiso por el tercer lugar frente a Honduras (2-2), cayendo por la misma vía de los penales. Celso inició como titular en ambos encuentros, pero salió sustituido.
El 25 de junio de 2021, el director técnico Luis Fernando Suárez definió la lista preliminar con miras hacia la Copa de Oro de la Concacaf, en la que se destaca la convocatoria de Celso. Fue ratificado en la lista definitiva del 1 de julio. El 12 de julio debutó en la competencia contra Guadalupe en el Exploria Stadium de Orlando. Borges completó los 90 minutos y marcó el gol que definió la victoria por 3-1. El 16 de julio, en el mismo escenario volvió a anotar siendo esta vez sobre Surinam, que significó la remontada y triunfo de 2-1 Cerró su participación del grupo con el resultado favorable de 1-0 contra Jamaica. El 25 de julio se presentó la eliminación de su país en cuartos de final por 0-2 frente a Canadá, en el AT&T Stadium. Borges apareció en el once ideal de la copa, siendo el único de su selección en ser elegido.
El 26 de agosto de 2021, Borges fue llamado por Suárez para iniciar la eliminatoria de Concacaf hacia la Copa del Mundo. Debutó el 2 de septiembre con el empate sin goles de visita en el Estadio Rommel Fernández contra Panamá.
El 13 de mayo de 2022, fue convocado a la lista de Suárez para la preparación de cara a la Liga de Naciones de la Concacaf.
El 14 de junio de 2022, alineó como titular en el partido donde su combinado selló la clasificación a la Copa Mundial tras vencer 1-0 a Nueva Zelanda, por la repesca intercontinental celebrada en el país anfitrión Catar.
El 3 de noviembre de 2022, el técnico Luis Fernando Suárez, realizó la conferencia de prensa de los 26 jugadores que viajarían a Catar para el evento de la Copa Mundial de Fútbol de 2022, Borges fue parte de los nombres de la nómina.

#### Participaciones internacionales
| Evento                                  | Sede                                  | Resultado        | Posición | Partidos | Goles |
| --------------------------------------- | ------------------------------------- | ---------------- | -------- | -------- | ----- |
| Copa de Oro de la Concacaf 2009         | Estados Unidos                        | Semifinales      | 4/12     | 5        | 2     |
| Copa Centroamericana 2011               | Panamá                                | Subcampeón       | 2/7      | 4        | 1     |
| Copa de Oro de la Concacaf 2011         | Estados Unidos                        | Cuartos de final | 6/12     | 4        | 0     |
| Copa Centroamericana 2013               | Costa Rica                            | Campeón          | 1/7      | 5        | 1     |
| Copa de Oro de la Concacaf 2013         | Estados Unidos                        | Cuartos de final | 5/12     | 4        | 0     |
| Copa Centroamericana 2014               | Estados Unidos                        | Campeón          | 1/7      | 2        | 2     |
| Copa de Oro de la Concacaf 2015         | Estados Unidos · Canadá               | Cuartos de final | 7/12     | 4        | 0     |
| Copa América Centenario                 | Estados Unidos                        | Fase de grupos   | 10/16    | 3        | 1     |
| Copa de Oro de la Concacaf 2019         | Estados Unidos · Costa Rica · Jamaica | Cuartos de final | 5/16     | 4        | 1     |
| Liga de Naciones 2019-20                | Concacaf                              | Cuarto lugar     | 4/12     | 6        | 0     |
| Copa de Oro de la Concacaf 2021         | Estados Unidos                        | Cuartos de final | 5/16     | 4        | 2     |
| Liga de Naciones de la Concacaf 2022-23 | Concacaf                              | Fase de grupos   | 1        | 0        |       |

#### Participaciones en eliminatorias
| Eliminatoria               | Sede      | Resultado   | Posición | Partidos | Goles |
| -------------------------- | --------- | ----------- | -------- | -------- | ----- |
| Clasificación Mundial 2010 | Sudáfrica | Eliminado   | 4.ª      | 17       | 5     |
| Clasificación Mundial 2014 | Brasil    | Clasificado | 2.ª      | 13       | 3     |
| Clasificación Mundial 2018 | Rusia     | Clasificado | 2.ª      | 15       | 1     |
| Clasificación Mundial 2022 | Catar     | Clasificado | 4.ª      | 14       | 2     |

#### Participaciones en Copas del Mundo
| Mundial              | Sede   | Resultado              | Partidos | Goles |
| -------------------- | ------ | ---------------------- | -------- | ----- |
| Copa Mundial de 2014 | Brasil | Cuartos de final       | 5        | 0     |
| Copa Mundial de 2018 | Rusia  | Primera fase de grupos | 3        | 0     |
| Copa Mundial de 2022 | Catar  | Primera fase de grupos | 3        | 0     |

## Estadísticas

### Clubes
Actualizado al último partido jugado el 8 de octubre de 2023.
| Deportivo Saprissa · Costa Rica |               |               |     |    |    |    |    |     |     |     |
| 1.ª                             | 2005-06       | 2             | 0   | —  | —  | —  | —  | 2   | 1   |     |
| 1.ª                             | 2006-07       | 35            | 2   | —  | —  | 2  | 0  | 37  | 2   |     |
| 1.ª                             | 2007-08       | 32            | 1   | —  | —  | 13 | 2  | 45  | 3   |     |
| 1.ª                             | 2008-09       | 28            | 7   | —  | —  | 5  | 1  | 33  | 8   |     |
| Total club                      | Total club    | 97            | 10  | 0  | 0  | 20 | 3  | 117 | 13  |     |
| Fredrikstad FK · Noruega        |               |               |     |    |    |    |    |     |     |     |
| 1.ª                             | 2008-09       | 23            | 7   | —  | —  | 1  | 1  | 24  | 8   |     |
| 2.ª                             | 2009-10       | 28            | 19  | —  | —  | —  | —  | 28  | 19  |     |
| 1.ª                             | 2010-11       | 25            | 8   | 3  | 2  | —  | —  | 28  | 10  |     |
| Total club                      | Total club    | 76            | 34  | 3  | 2  | 1  | 1  | 80  | 37  |     |
| AIK Estocolmo · Suecia          |               |               |     |    |    |    |    |     |     |     |
| 1.ª                             | 2011-12       | 29            | 8   | 2  | 0  | —  | —  | 31  | 8   |     |
| 1.ª                             | 2012-13       | 24            | 8   | 1  | 0  | 12 | 1  | 37  | 9   |     |
| 1.ª                             | 2013-14       | 26            | 6   | —  | —  | —  | —  | 26  | 6   |     |
| Total club                      | Total club    | 79            | 22  | 3  | 0  | 12 | 1  | 97  | 23  |     |
| Deportivo de la Coruña · España |               |               |     |    |    |    |    |     |     |     |
| 1.ª                             | 2014-15       | 17            | 3   | —  | —  | 3  | 0  | 20  | 3   |     |
| 1.ª                             | 2015-16       | 24            | 3   | —  | —  | —  | —  | 24  | 3   |     |
| 1.ª                             | 2016-17       | 34            | 6   | 4  | 0  | —  | —  | 38  | 6   |     |
| 1.ª                             | 2017-18       | 32            | 3   | —  | —  | —  | —  | 32  | 3   |     |
| Total club                      | Total club    | 107           | 15  | 4  | 0  | 3  | 0  | 114 | 15  |     |
| Göztepe S. K. Turquía           |               |               |     |    |    |    |    |     |     |     |
| 1.ª                             | 2018-19       | 32            | 1   | 3  | 1  | —  | —  | 35  | 2   |     |
| 1.ª                             | 2019-120      | 21            | 1   | 6  | 0  | —  | —  | 27  | 1   |     |
| 1.ª                             | 2013-14       | 26            | 6   | —  | —  | —  | —  | 26  | 6   |     |
| Total club                      | Total club    | 53            | 8   | 9  | 1  | 0  | 0  | 62  | 9   |     |
| Deportivo de la Coruña · España |               |               |     |    |    |    |    |     |     |     |
| 3.ª                             | 2013-14       | 20            | 2   | 2  | 0  | —  | —  | 17  | 2   |     |
| Total club                      | Total club    | 20            | 2   | 2  | 0  | 0  | 0  | 22  | 2   |     |
| L. D. Alajuelense · Costa Rica  |               |               |     |    |    |    |    |     |     |     |
| 1.ª                             | 2021-22       | 21            | 2   | —  | —  | 1  | 0  | 22  | 2   |     |
| 1.ª                             | 2022-23       | 34            | 2   | —  | —  | 10 | 1  | 44  | 3   |     |
| 1.ª                             | 2023-24       | 10            | 0   | 1  | 0  | 6  | 0  | 17  | 0   |     |
| Total club                      | Total club    | 65            | 4   | 1  | 0  | 17 | 1  | 83  | 5   |     |
| Total carrera                   | Total carrera | Total carrera | 497 | 95 | 22 | 3  | 53 | 6   | 579 | 104 |
| 1. 2. Fuente:Transfermarkt      |               |               |     |    |    |    |    |     |     |     |

### Selección de Costa Rica
Actualizado al último partido jugado el 8 de julio de 2023.
| Selección                                            | Año | Eliminatorias | Eliminatorias | Eliminatorias | Continental | Continental | Continental | Mundial | Mundial | Mundial | Amistosos | Amistosos | Amistosos | Total | Total | Total  |
| Selección                                            | Año | Part.         | Goles         | Asist.        | Part.       | Goles       | Asist.      | Part.   | Goles   | Asist.  | Part.     | Goles     | Asist.    | Part. | Goles | Asist. |
| ---------------------------------------------------- | --- | ------------- | ------------- | ------------- | ----------- | ----------- | ----------- | ------- | ------- | ------- | --------- | --------- | --------- | ----- | ----- | ------ |
| Absoluta · Costa Rica                                |     |               |               |               |             |             |             |         |         |         |           |           |           |       |       |        |
| 2008                                                 | 7   | 2             | 0             | —             | —           | —           | —           | —       | —       | —       | —         | —         | 7         | 2     | 0     |        |
| 2009                                                 | 10  | 3             | 0             | 5             | 2           | 1           | —           | —       | —       | —       | —         | —         | 15        | 5     | 1     |        |
| 2010                                                 | —   | —             | —             | —             | —           | —           | —           | —       | —       | 3       | 0         | 0         | 3         | 0     | 0     |        |
| 2011                                                 | —   | —             | —             | 8             | 1           | 0           | —           | —       | —       | 2       | 0         | 0         | 10        | 1     | 0     |        |
| 2012                                                 | 4   | 1             | 0             | —             | —           | —           | —           | —       | —       | 1       | 0         | 0         | 5         | 1     | 0     |        |
| 2013                                                 | 9   | 2             | 1             | 9             | 1           | 1           | —           | —       | —       | 2       | 2         | 0         | 20        | 5     | 2     |        |
| 2014                                                 | —   | —             | —             | 2             | 2           | 0           | 5           | 0       | 0       | 6       | 3         | 0         | 13        | 5     | 0     |        |
| 2015                                                 | 1   | 0             | 0             | 4             | 0           | 1           | —           | —       | —       | 9       | 0         | 0         | 14        | 0     | 1     |        |
| 2016                                                 | 6   | 1             | 0             | 3             | 1           | 1           | —           | —       | —       | 2       | 0         | 2         | 11        | 2     | 3     |        |
| 2017                                                 | 8   | 0             | 0             | —             | —           | —           | —           | —       | —       | 2       | 0         | 0         | 10        | 0     | 0     |        |
| 2018                                                 | —   | —             | —             | —             | —           | —           | 3           | 0       | 0       | 7       | 0         | 0         | 10        | 0     | 0     |        |
| 2019                                                 | —   | —             | —             | 8             | 1           | 1           | —           | —       | —       | 4       | 1         | 0         | 12        | 2     | 1     |        |
| 2020                                                 | —   | —             | —             | —             | —           | —           | —           | —       | —       | 2       | 0         | 0         | 2         | 0     | 0     |        |
| 2021                                                 | 8   | 1             | 1             | 6             | 2           | 0           | —           | —       | —       | 1       | 0         | 0         | 15        | 3     | 1     |        |
| 2022                                                 | 6   | 1             | 1             | 1             | 0           | 0           | 3           | 0       | 0       | 2       | 0         | 0         | 12        | 1     | 1     |        |
| 2023                                                 | —   | —             | —             | 4             | 0           | 0           | —           | —       | —       | 1       | 0         | 0         | 5         | 0     | 0     |        |
| Total                                                | 59  | 11            | 0             | 50            | 10          | 0           | 11          | 0       | 0       | 44      | 6         | 0         | 164       | 27    | 10    |        |
| 1. 2. Fuente:Transfermarkt / National Football Teams |     |               |               |               |             |             |             |         |         |         |           |           |           |       |       |        |

#### Goles internacionales
| Núm. | Fecha                    | Lugar                                                  | Rival                | Gol | Resultado | Competición                     |
| ---- | ------------------------ | ------------------------------------------------------ | -------------------- | --- | --------- | ------------------------------- |
| 1    | 6 de septiembre de 2008  | Estadio Ricardo Saprissa, San José, Costa Rica         | Surinam              | 5-0 | 7-0       | Eliminatoria al Mundial 2010    |
| 2    | 11 de octubre de 2008    | Estadio André Kamperveen, Paramaribo, Surinam          | Surinam              | 0-2 | 1-4       | Eliminatoria al Mundial 2010    |
| 3    | 3 de junio de 2009       | Estadio Ricardo Saprissa, San José, Costa Rica         | Estados Unidos       | 2-0 | 3-1       | Eliminatoria al Mundial 2010    |
| 4    | 6 de junio de 2009       | Estadio Dwight Yorke, Bacolet, Trinidad y Tobago       | Trinidad y Tobago    | 1-2 | 2-3       | Eliminatoria al Mundial 2010    |
| 5    | 6 de junio de 2009       | Estadio Dwight Yorke, Bacolet, Trinidad y Tobago       | Trinidad y Tobago    | 2-3 | 2-3       | Eliminatoria al Mundial 2010    |
| 6    | 7 de julio de 2009       | Columbus Crew Stadium, Ohio, Estados Unidos            | Jamaica              | 0-1 | 0-1       | Copa de Oro de la Concacaf 2009 |
| 7    | 19 de julio de 2009      | Cowboys Stadium, Texas, Estados Unidos                 | Guadalupe            | 0-1 | 1-5       | Copa de Oro de la Concacaf 2009 |
| 8    | 21 de enero de 2011      | Estadio Rommel Fernández, Panamá, Panamá               | Panamá               | 0-1 | 1-1       | Copa Centroamericana 2011       |
| 9    | 16 de octubre de 2012    | Estadio Nacional, San José, Costa Rica                 | Guyana               | 6-0 | 7-0       | Eliminatoria al Mundial 2014    |
| 10   | 20 de enero de 2013      | Estadio Nacional, San José, Costa Rica                 | Nicaragua            | 2-0 | 2-0       | Copa Centroamericana 2013       |
| 11   | 18 de junio de 2013      | Estadio Nacional, San José, Costa Rica                 | Panamá               | 2-0 | 2-0       | Eliminatoria al Mundial 2014    |
| 12   | 14 de agosto de 2013     | Estadio Quisqueya, Santo Domingo, República Dominicana | República Dominicana | 0-1 | 0-4       | Amistoso                        |
| 13   | 14 de agosto de 2013     | Estadio Quisqueya, Santo Domingo, República Dominicana | República Dominicana | 0-2 | 0-4       | Amistoso                        |
| 14   | 6 de septiembre de 2013  | Estadio Nacional, San José, Costa Rica                 | Estados Unidos       | 2-0 | 3-1       | Eliminatoria al Mundial 2014    |
| 15   | 6 de junio de 2014       | PPL Park, Pensilvania, Estados Unidos                  | Irlanda              | 1-1 | 1-1       | Amistoso                        |
| 16   | 3 de septiembre de 2014  | RFK Memorial Stadium, Washington D. C., Estados Unidos | Nicaragua            | 1-0 | 3-0       | Copa Centroamericana 2014       |
| 17   | 10 de septiembre de 2014 | Estadio Cotton Bowl, Texas, Estados Unidos             | Panamá               | 2-2 | 2-2       | Copa Centroamericana 2014       |
| 18   | 14 de octubre de 2014    | Estadio Mundialista, Seúl, Corea del Sur               | Corea del Sur        | 0-1 | 1-3       | Amistoso                        |
| 19   | 14 de octubre de 2014    | Estadio Mundialista, Seúl, Corea del Sur               | Corea del Sur        | 1-2 | 1-3       | Amistoso                        |
| 20   | 29 de marzo de 2016      | Estadio Nacional, San José, Costa Rica                 | Jamaica              | 1-0 | 3-0       | Elimnatoria al Mundial 2018     |
| 21   | 11 de junio de 2016      | NRG Stadium, Texas, Estados Unidos                     | Colombia             | 1-3 | 2-3       | Copa América Centenario         |
| 22   | 16 de junio de 2019      | Estadio Nacional, San José, Costa Rica                 | Nicaragua            | 2-0 | 4-0       | Copa de Oro de la Concacaf 2019 |
| 23   | 6 de septiembre de 2019  | Estadio Nacional, San José, Costa Rica                 | Uruguay              | 1-1 | 1-2       | Amistoso                        |
| 24   | 12 de julio de 2021      | Exploria Stadium, Florida, Estados Unidos              | Guadalupe            | 3-1 | 3-1       | Copa de Oro de la Concacaf 2021 |
| 25   | 16 de julio de 2021      | Exploria Stadium, Florida, Estados Unidos              | Surinam              | 2-1 | 2-1       | Copa de Oro de la Concacaf 2021 |
| 26   | 10 de octubre de 2021    | Estadio Nacional, San José, Costa Rica                 | El Salvador          | 2-1 | 2-1       | Eliminatoria al Mundial 2022    |
| 27   | 24 de marzo de 2022      | Estadio Nacional, San José, Costa Rica                 | Canadá               | 1-0 | 1-0       | Eliminatoria al Mundial 2022    |

## Palmarés

### Títulos nacionales
| Título                         | Club               | País       | Año  |
| ------------------------------ | ------------------ | ---------- | ---- |
| Primera División de Costa Rica | Deportivo Saprissa | Costa Rica | 2006 |
| Primera División de Costa Rica | Deportivo Saprissa | Costa Rica | 2007 |
| Primera División de Costa Rica | Deportivo Saprissa | Costa Rica | 2007 |
| Primera División de Costa Rica | Deportivo Saprissa | Costa Rica | 2008 |
| Primera División de Costa Rica | Deportivo Saprissa | Costa Rica | 2008 |
| Torneo de Copa de Costa Rica   | L. D. Alajuelense  | Costa Rica | 2023 |
| Recopa de Costa Rica           | L. D. Alajuelense  | Costa Rica | 2024 |
| Torneo de Copa de Costa Rica   | L. D. Alajuelense  | Costa Rica | 2025 |
| Recopa de Costa Rica           | L. D. Alajuelense  | Costa Rica | 2025 |

### Títulos internacionales
| Título                           | Equipo                  | Sede           | Año  |
| -------------------------------- | ----------------------- | -------------- | ---- |
| Copa Centroamericana             | Selección de Costa Rica | Costa Rica     | 2013 |
| Copa Centroamericana             | Selección de Costa Rica | Estados Unidos | 2014 |
| Copa Centroamericana de Concacaf | L. D. Alajuelense       | Alajuela       | 2023 |
| Copa Centroamericana de Concacaf | L. D. Alajuelense       | Alajuela       | 2024 |

### Distinciones individuales
| Distinción                                                                                | Año  |
| ----------------------------------------------------------------------------------------- | ---- |
| Mejor jugador del Campeonato de Invierno 2008                                             | 2009 |
| Incluido en el once ideal de la Copa de Oro de la Concacaf 2021                           | 2021 |
| Incluido en el once ideal de la jornada de la Eliminatoria al Mundial 2022 Jornadas 5, 12 | 2022 |
| Incluido en el once ideal de la Liga Concacaf 2022                                        | 2022 |
| Incluido en el once ideal de la Copa Centroamericana de Concacaf 2023                     | 2023 |
| Incluido en el once ideal de la Copa Centroamericana de Concacaf 2024                     | 2024 |

## Vida privada
En la temporada 2023-24, Celso Borges fue dirigido por su padre Alexandre Guimarães en su etapa con la L. D. Alajuelense, conviviendo como padre e hijo.